# Виноградов, Иван Архипович
Ива́н Архи́пович Виногра́дов (1902, Санкт-Петербург — 1936, Ленинград) — русский советский критик, теоретик и историк литературы, автор поэтических произведений.

## Биография
Родился и вырос в Петербурге. Учился в Москве у известного филолога-слависта Н. М. Каринского. Поступил в аспирантуру РАНИОН вместе с П. С. Кузнецовым, но в 1930 г. РАНИОН был расформирован, поэтому выпуск состоялся на полгода раньше срока. Работал в должности руководителя теоретического сектора Государственного научно-исследовательского института искусствознания в Ленинграде. Был женат на ученице Каринского. Умер в возрасте 34-х лет от туберкулёза.

## Научная деятельность
Литературную деятельность И. А. Виноградов начал в 1929 году. Молодой исследователь обращается к изучению современной литературы и классического наследия (статьи о Г. Р. Державине, А. А. Дельвиге, А. С. Пушкине). Первый том «Библиотеки поэта» (1933), содержавший стихотворения Державина, открывался статьями М. Горького и И. Виноградова. Молодой теоретик активно участвует и в другом горьковском проекте — журнале «Литературная учёба».
В Государственном НИИ искусствознания (Ленинград) И. А. Виноградов организовал группу молодых теоретиков, разрабатывавших проблему творческого метода в искусстве. Итогом этой
работы стало появление коллективного сборника «В спорах о методе» (Л.: Леноблиздат, 1934).
Особое значение имели теоретические работы по вопросам поэтики («Вопросы марксистской поэтики», 1936; «Борьба за стиль», 1937). Вопрос о специфическом отражении реальности в литературе, о путях и способах этого отражения, вопрос о том, как находит выражение в структуре произведения мировоззрение и общественная практика художника, вопрос о преемственности, об использовании и переработке литературных форм — так определил сам Виноградов направление своей первой книги. И. Виноградов принадлежит к числу видных теоретиков, обратившихся в конце 30-х годов к пересмотру вульгарно-социологических концепций, укоренившиеся в советском литературоведении конца 20-х — 30-х годов. Он стремился при постановке теоретических проблем сочетать в анализе формальные и содержательные стороны произведений искусства. В поэтике, которую Виноградов понимал как особую часть общего учения о литературе, он стремился выйти за рамки «лингвистического» подход в пользу широкого синтетического исследования литературных категорий с учётом как опыта мировой литературы, так и мировой эстетической мысли.
Работы И. А Виноградова имели принципиальное значение в развитии марксистского направления в литературоведении. После смерти И. Виноградова его идеи использовались в ряде трудов научного и учебного характера. В 1960-х гг. они получают широкое признание и становятся основой для ряда коллективных трудов.

## Основные сочинения
- Испытание героя: О творчестве Ю. Либединского. — Л.: Изд-во писателей, 1934. — 109 с. Испытание героя в «Книгах Google»
- Углубление темы: О творчестве М. Козакова. — Л.: Изд-во писателей, 1934. — 93 с. Углубление темы в «Книгах Google»
- Теория литературы: Учебник для средней школы. — М.; Л.: Учпедгиз, 1934. — 110 с. Теория литературы в «Книгах Google»
- Художественный образ. — М.: Сов. писатель, 1936 (в соавт. с В. Яблонской). — 85 с. Художественный образ в «Книгах Google»
- Вопросы марксистской поэтики. — Л.: Гослитиздат, 1936. — 427 с. Вопросы марксистской поэтики, 1936 в «Книгах Google»
- Борьба за стиль. — Л.: Худож. лит., 1937. — 523 с. (издана посмертно) Борьба за стиль в «Книгах Google»
- Вопросы марксистской поэтики: Избранные работы / Сост. Г. Белая; авт. вступ. ст. М. Поляков. — М.: Сов. писатель, 1972. — 423 с. Вопросы марксистской поэтики, 1972 в «Книгах Google»